# Lyla
Lyla is de eerste single op het zesde album van de Britse band Oasis, genaamd Don't Believe the Truth. Het werd geschreven door Noel Gallagher en verscheen in mei 2005. Het lied kwam niet verder dan de tip3-positie in de Nederlandse Top 40, terwijl hij in de UK Singles Chart één week op nummer één stond. In de Mega Top 50 deed de single het een stuk beter. Het behaalde daar de 13e positie dankzij veelvuldige airplay op Radio 3FM en MTV.

## Trivia
- Lyla werd gebruikt als soundtrack in het voetbalspel FIFA 06.
- Het is ook aanwezig op het compilatiealbum van Oasis, Stop the Clocks.